# Zás del Rey
Zás del Rey o San Julián de Zas de Rei (llamada oficialmente San Xiao de Zas de Rei) es una parroquia del municipio de Mellid, en la provincia de La Coruña, Galicia, España.

## Entidades de población
Entidades de población que forman parte de la parroquia:
- Conchadas (As Conchadas)
- Fonte Fuxín (A Fonte Ouxín)
- Lago (O Lago)
- O Casal
- O Pardal
- O Real Novo
- O Real Vello
- Panadeiros
- Roiriz (Roirís)
- Sanxiao (San Xiao)
- Seixas (As Seixas)
- Torriña (A Torriña)
- Vilela
- Xandraga (A Xandraga)

## Demografía
| Gráfica de evolución demográfica de Zás del Rey entre 2000 y 2018 |
|                                                                   |
| Población de derecho según el padrón municipal del INE            |